# 8.ª etapa do Giro d'Italia de 2018
A 8.ª etapa do Giro d'Italia de 2018 teve lugar a 12 de maio de 2018 entre Praia a Mare e Montevergine sobre um percurso de 209 km e foi ganhada pelo ciclista equatoriano Richard Carapaz da equipa Movistar, num facto inédito ao converter-se no primeiro equatoriano a conseguir uma vitória de etapa no UCI World Tour e numa das 3 Grandes Voltas.

## Classificação da etapa
| \| Classificação por etapas \| Classificação por etapas \| Classificação por etapas \| Classificação por etapas \| Classificação por etapas \| \| Ciclista \| Ciclista \| Equipe \| Tempo \| \| \| ------------------------ \| ------------------------ \| ------------------------- \| ------------------------ \| ------------------------ \| \| 1. \| Richard Carapaz \| Movistar Team \| 5h11m35s \| \| \| 2. \| Davide Formolo \| Bora-Hansgrohe \| + 7s \| \| \| 3. \| Thibaut Pinot \| Groupama-FDJ \| + 7s \| \| \| 4. \| Enrico Battaglin \| LottoNL-Jumbo \| + 7s \| \| \| 5. \| Simon Yates \| Mitchelton-Scott \| + 7s \| \| \| 6. \| Domenico Pozzovivo \| Bahrain-Merida \| + 7s \| \| \| 7. \| Esteban Chaves \| Mitchelton-Scott \| + 7s \| \| \| 8. \| Patrick Konrad \| Bora-Hansgrohe \| + 7s \| \| \| 9. \| Michael Woods \| EF Education First-Drapac \| + 7s \| \| \| 10. \| Pello Bilbao \| Astana \| + 7s \| \| |                    |                           |          |
| |                    |                           |          |
| Fonte: ProCyclingStats |                    |                           |          |
| Classificação por etapas |                    |                           |          |
| Ciclista | Ciclista           | Equipe                    | Tempo    |
| 1. | Richard Carapaz    | Movistar Team             | 5h11m35s |
| 2. | Davide Formolo     | Bora-Hansgrohe            | + 7s     |
| 3. | Thibaut Pinot      | Groupama-FDJ              | + 7s     |
| 4. | Enrico Battaglin   | LottoNL-Jumbo             | + 7s     |
| 5. | Simon Yates        | Mitchelton-Scott          | + 7s     |
| 6. | Domenico Pozzovivo | Bahrain-Merida            | + 7s     |
| 7. | Esteban Chaves     | Mitchelton-Scott          | + 7s     |
| 8. | Patrick Konrad     | Bora-Hansgrohe            | + 7s     |
| 9. | Michael Woods      | EF Education First-Drapac | + 7s     |
| 10. | Pello Bilbao       | Astana                    | + 7s     |

## Classificações ao final da etapa

### Classificação geral(Maglia Rosa)
| \| Classificação geral \| Classificação geral \| Classificação geral \| Classificação geral \| Classificação geral \| \| Ciclista \| Ciclista \| Equipe \| Tempo \| \| \| ------------------- \| ------------------- \| ------------------- \| ------------------- \| ------------------- \| \| 1. \| Simon Yates \| Mitchelton-Scott \| 31h43m12s \| \| \| 2. \| Tom Dumoulin \| Team Sunweb \| + 16s \| \| \| 3. \| Esteban Chaves \| Mitchelton-Scott \| + 26s \| \| \| 4. \| Thibaut Pinot \| Groupama-FDJ \| + 41s \| \| \| 5. \| Domenico Pozzovivo \| Bahrain-Merida \| + 43s \| \| \| 6. \| Rohan Dennis \| BMC Racing Team \| + 53s \| \| \| 7. \| Pello Bilbao \| Astana \| + 1m03s \| \| \| 8. \| Richard Carapaz \| Movistar Team \| + 1m06s \| \| \| 9. \| Chris Froome \| Team Sky \| + 1m10s \| \| \| 10. \| George Bennett \| LottoNL-Jumbo \| + 1m11s \| \| |                    |                  |           |
| |                    |                  |           |
| Fonte: ProCyclingStats |                    |                  |           |
| Classificação geral |                    |                  |           |
| Ciclista | Ciclista           | Equipe           | Tempo     |
| 1. | Simon Yates        | Mitchelton-Scott | 31h43m12s |
| 2. | Tom Dumoulin       | Team Sunweb      | + 16s     |
| 3. | Esteban Chaves     | Mitchelton-Scott | + 26s     |
| 4. | Thibaut Pinot      | Groupama-FDJ     | + 41s     |
| 5. | Domenico Pozzovivo | Bahrain-Merida   | + 43s     |
| 6. | Rohan Dennis       | BMC Racing Team  | + 53s     |
| 7. | Pello Bilbao       | Astana           | + 1m03s   |
| 8. | Richard Carapaz    | Movistar Team    | + 1m06s   |
| 9. | Chris Froome       | Team Sky         | + 1m10s   |
| 10. | George Bennett     | LottoNL-Jumbo    | + 1m11s   |

### Classificação por pontos(Maglia Ciclamino)
| Classificação por pontos | Classificação por pontos | Classificação por pontos      | Classificação por pontos | Classificação por pontos |
| Ciclista                 | Ciclista                 | Equipe                        | Pontos                   |                          |
| ------------------------ | ------------------------ | ----------------------------- | ------------------------ | ------------------------ |
| 1.                       | Elia Viviani             | Quick-Step Floors             | 178 pts                  |                          |
| 2.                       | Sam Bennett              | Bora-Hansgrohe                | 100 pts                  |                          |
| 3.                       | Sacha Modolo             | EF Education First-Drapac     | 73 pts                   |                          |
| 4.                       | Jakub Mareczko           | Wilier Triestina-Selle Italia | 65 pts                   |                          |
| 5.                       | Guillaume Boivin         | Israel Cycling Academy        | 52 pts                   |                          |
| 6.                       | Davide Ballerini         | Androni Giocattoli-Sidermec   | 52 pts                   |                          |
| 7.                       | Marco Frapporti          | Androni Giocattoli-Sidermec   | 49 pts                   |                          |
| 8.                       | Enrico Battaglin         | LottoNL-Jumbo                 | 45 pts                   |                          |
| 9.                       | Niccolò Bonifazio        | Bahrain-Merida                | 43 pts                   |                          |
| 10.                      | Maksim Belkov            | Katusha-Alpecin               | 38 pts                   |                          |

### Classificação da montanha(Maglia Azzurra)
| Classificação da montanha | Classificação da montanha | Classificação da montanha   | Classificação da montanha | Classificação da montanha |
| Ciclista                  | Ciclista                  | Equipe                      | Pontos                    |                           |
| ------------------------- | ------------------------- | --------------------------- | ------------------------- | ------------------------- |
| 1.                        | Esteban Chaves            | Mitchelton-Scott            | 35 pts                    |                           |
| 2.                        | Simon Yates               | Mitchelton-Scott            | 20 pts                    |                           |
| 3.                        | Thibaut Pinot             | Groupama-FDJ                | 18 pts                    |                           |
| 4.                        | Richard Carapaz           | Movistar Team               | 17 pts                    |                           |
| 5.                        | Enrico Barbin             | Bardiani CSF                | 11 pts                    |                           |
| 6.                        | George Bennett            | LottoNL-Jumbo               | 9 pts                     |                           |
| 7.                        | Davide Formolo            | Bora-Hansgrohe              | 8 pts                     |                           |
| 8.                        | Marco Frapporti           | Androni Giocattoli-Sidermec | 7 pts                     |                           |
| 9.                        | Domenico Pozzovivo        | Bahrain-Merida              | 7 pts                     |                           |
| 10.                       | Ryan Mullen               | Trek-Segafredo              | 6 pts                     |                           |

### Classificação dos jovens(Maglia Bianca)
| Classificação dos jovens | Classificação dos jovens | Classificação dos jovens    | Classificação dos jovens | Classificação dos jovens |
| Ciclista                 | Ciclista                 | Equipe                      | Tempo                    |                          |
| ------------------------ | ------------------------ | --------------------------- | ------------------------ | ------------------------ |
| 1.                       | Richard Carapaz          | Movistar Team               | 31h44m18s                |                          |
| 2.                       | Sam Oomen                | Team Sunweb                 | + 36s                    |                          |
| 3.                       | Ben O'Connor             | Dimension Data              | + 54s                    |                          |
| 4.                       | Maximilian Schachmann    | Quick-Step Floors           | + 56s                    |                          |
| 5.                       | Miguel Ángel López       | Astana                      | + 1m06s                  |                          |
| 6.                       | Valerio Conti            | UAE Team Emirates           | + 4m07s                  |                          |
| 7.                       | Fausto Masnada           | Androni Giocattoli-Sidermec | + 7m51s                  |                          |
| 8.                       | Jack Haig                | Mitchelton-Scott            | + 17m02s                 |                          |
| 9.                       | Matej Mohorič            | Bahrain-Merida              | + 18m23s                 |                          |
| 10.                      | Koen Bouwman             | LottoNL-Jumbo               | + 18m50s                 |                          |

### Classificação por equipas"Super Team"
| Classificação por equipes | Classificação por equipes | Classificação por equipes | Classificação por equipes |
| Equipe                    | Equipe                    | Tempo                     |                           |
| ------------------------- | ------------------------- | ------------------------- | ------------------------- |
| 1.                        | Mitchelton-Scott          | 95h12m00s                 |                           |
| 2.                        | Sky                       | + 2m06s                   |                           |
| 3.                        | Movistar Team             | + 2m11s                   |                           |
| 4.                        | Astana                    | + 2m23s                   |                           |
| 5.                        | UAE Team Emirates         | + 6m29s                   |                           |
| 6.                        | Groupama-FDJ              | + 8m14s                   |                           |
| 7.                        | Team Sunweb               | + 14m40s                  |                           |
| 8.                        | Lotto NL-Jumbo            | + 15m36s                  |                           |
| 9.                        | Dimension Data            | + 20m40s                  |                           |
| 10.                       | AG2R La Mondiale          | + 22m36s                  |                           |

## Abandonos
Nenhum.